# 1999년 K리그
1999 시즌은 다사다난했던 해였다. 우선 작년 리그 우승 팀인 수원 삼성 블루윙즈는 전관왕을 달성하는 영광을 얻었으며 이에 힘입어 프로축구는 2백 75만명의 총관중을 동원하는등 흥행에 성공했다. 그러나 부산 대우 로얄즈의 모기업 대우그룹이 부도사태를 맞았고, 이에 팀의 해체, 매각설이 나도는 등 뒤숭숭한 분위기였다. 또한 부산은 신윤기 감독의 사망으로 인해 팀의 분위기가 급속도로 낮아졌음에도 불구하고 플레이오프에 진출하여 준우승에 성공하였다.
'테리우스' 안정환이 6게임 연속골을 기록한 뒤 경고 누적으로 한 경기에 뛰지 못하기 때문에 연속경기 골을 이어갈 수 없다는 연속골 논쟁을 낳기도 했는데 이렇게 안정환을 앞세워 2년 연속 최다관중을 동원,최고 인기구단의 자리도 굳게 지켰다. 선수단 내부로 초점을 맞춰도 올시즌 몇 가지 성과를 남겼다. 안정환이 21골 7도움을 기록하며 수원 샤샤를 제치고 프로축구 MVP로 선정됐었다. 그리고 부산 대우의 맏형 김주성이 1999 시즌을 끝으로 은퇴했다.
이렇게 1999 시즌은 수원 삼성 블루윙즈를 위한 무대였다. 수원은 슈퍼컵을 시작으로 대한화재컵, 아디다스컵, 정규리그 등 올해 열린 프로 4개대회를 석권해 수원으로서는 더 이상 좋을 수 없는 한해였지만 챔피언 결정전에서 손으로 골든골을 넣은 샤샤의 '신의 손' 사건은 옥에 티였다. 수원과 대조적으로 안양 LG 치타스에게는 최악의 해였다. 시즌 첫 대회인 슈퍼컵에서 수원에게 패했고, 아디다스컵 결승 등 중요한 순간마다 번번이 수원에 패한데다 프랑스 무대에서 복귀한 서정원마저 수원으로 이적했던 것이다. 게다가 대표 스트라이커 '독수리' 최용수의 잉글랜드 진출이 무산되면서 선수는 물론 구단도 큰 충격을 받았다.

## 시즌 개요

### 운영 방식
- 단일 리그 제도: 총 10개 팀이 참가하여 각 팀이 다른 팀과 모두 세 번씩 경기를 치르는 '정규 리그'(정규 시즌)를 진행한다. 이에 따라 2000년 대회의 정규 리그에서는 총 135경기가 진행되며, 각 팀은 27경기를 치른다. 정규 리그 1위에서 4위를 기록한 팀들은 '챔피언십'(포스트 시즌)에 진출한다. 정규 리그 5위에서 10위를 기록한 팀들은 해당 순위가 시즌 최종 순위가 된다.
- 4강 플레이오프 제도: 정규 리그 순위를 기준으로 1위는 '챔피언 결정전'에, 2위는 '플레이오프'에, 3위와 4위는 '준플레이오프'에 진출한다. 준플레이오프의 승자는 플레이오프에 진출하며, 패자는 시즌 최종 순위 4위가 된다. 플레이오프의 승자는 챔피언 결정전에 진출하며, 패자는 시즌 최종 순위 3위가 된다. 챔피언 결정전의 승자는 리그 우승 팀에 등극하며, 패자는 리그 준우승 팀이 된다.
- 연장전･승부차기 제도: 정규 시간(전반전 45분, 후반전 45분 및 인저리 타임) 내에 승패를 가리지 못하는 경우 경기는 무승부로 종료되지 않으며 연장전에 돌입한다. 연장전에서 골든골로 승리한 팀에게는 승점 2점을 부여한다. 연장전 내에 승패를 가리지 못하는 경우 경기는 종료되지 않으며 승부차기에 돌입한다. 승부차기에서 승리한 팀에게는 승점 1점을 부여한다. 정리하자면 정규 시간 승리 시에는 승점 3점을, 연장전 승리 시에는 승점 2점을, 승부차기 승리 시에는 승점 1점을, 패배 시에는 승점 0점을 부여한다.

### 참가 구단
| #  | 팀명               | 연고지     | 리그 참여년도 | 전년도 순위 |
| -- | ------------------ | ---------- | ------------- | ----------- |
| 1  | 수원 삼성 블루윙즈 | 수원시     | 1996년        | 우승        |
| 2  | 울산 현대 호랑이   | 울산광역시 | 1984년        | 준우승      |
| 3  | 포항 스틸러스      | 포항시     | 1983년        | 3위         |
| 4  | 전남 드래곤즈      | 전라남도   | 1995년        | 4위         |
| 5  | 부산 대우 로얄즈   | 부산광역시 | 1983년        | 5위         |
| 6  | 전북 현대 다이노스 | 전라북도   | 1995년        | 6위         |
| 7  | 부천 SK            | 부천시     | 1983년        | 7위         |
| 8  | 안양 LG 치타스     | 안양시     | 1984년        | 8위         |
| 9  | 대전 시티즌        | 대전광역시 | 1997년        | 9위         |
| 10 | 천안 일화 천마     | 천안시     | 1989년        | 10위        |

## 시즌 순위

### 정규시즌 순위
| 순위 | 팀                 | 경기수 | 승1 | 승2 | 승3 | 패 | 득 | 실 | 차  | 승점 |
| ---- | ------------------ | ------ | --- | --- | --- | -- | -- | -- | --- | ---- |
| 1    | 수원 삼성 블루윙즈 | 27     | 18  | 2   | 1   | 6  | 56 | 24 | 32  | 59   |
| 2    | 부천 SK            | 27     | 11  | 7   | 0   | 9  | 48 | 39 | 9   | 47   |
| 3    | 전남 드래곤즈      | 27     | 9   | 3   | 5   | 10 | 43 | 38 | 5   | 38   |
| 4    | 부산 대우 로얄즈   | 27     | 10  | 3   | 1   | 13 | 37 | 36 | 1   | 37   |
| 5    | 포항 스틸러스      | 27     | 11  | 1   | 0   | 15 | 42 | 41 | 1   | 35   |
| 6    | 울산 현대 호랑이   | 27     | 9   | 1   | 2   | 15 | 38 | 46 | -8  | 31   |
| 7    | 전북 현대 다이노스 | 27     | 7   | 3   | 2   | 15 | 40 | 44 | -4  | 29   |
| 8    | 대전 시티즌        | 27     | 6   | 3   | 0   | 18 | 41 | 53 | -12 | 24   |
| 9    | 안양 LG 치타스     | 27     | 6   | 2   | 2   | 17 | 38 | 52 | -14 | 24   |
| 10   | 천안 일화 천마     | 27     | 5   | 3   | 2   | 17 | 34 | 44 | -10 | 23   |

* 승점제도: 정규시간 승리 3점, 연장전(골든골) 승리 2점, 승부차기 승리 1점

## 경기 결과

### 포스트시즌
| 준플레이오프 10월 17일 | 전남 드래곤즈 | 0 : 1 | 부산 대우 로얄즈 | 광양축구전용구장  |  |  |
|                        |               |       | 30′ 안정환       | 관중 수: 19,657명 |  |  |
|                        |               |       |                  |                   |  |  |

| 플레이오프 1차전 10월 20일 | 부천 SK | 0 : 1 | 부산 대우 로얄즈 | 목동운동장        |  |  |
|                            |         |       | 24′ 우성용       | 관중 수: 12,784명 |  |  |
|                            |         |       |                  |                   |  |  |

| 플레이오프 2차전 10월 24일 | 부산 대우 로얄즈 | 1 : 0 | 부천 SK | 구덕운동장        |  |  |
|                            | 38′ 마니치       |       |         | 관중 수: 28,248명 |  |  |
|                            |                  |       |         |                   |  |  |

| 챔피언 결정전 1차전 10월 27일 | 부산 대우 로얄즈 | 1 : 2 | 수원 삼성 블루윙즈      | 구덕운동장        |  |  |
|                               | 류웅렬 71′       |       | 50′ 설익찬 · 83′ 박건하 | 관중 수: 22,375명 |  |  |
|                               |                  |       |                         |                   |  |  |

| 챔피언 결정전 2차전 10월 31일 | 수원 삼성 블루윙즈      | 2 : 1 | 부산 대우 로얄즈 | 수원종합운동장    |  |  |
|                               | 손현준 81′ · 샤샤 90+8′ |       | 30′ 이기부       | 관중 수: 36,456명 |  |  |
|                               |                         |       |                  |                   |  |  |

- 통합 스코어 4:2로 수원 삼성 블루윙즈가 우승했다.

## 우승 구단
| 1999년 K-리그 우승            |
| ----------------------------- |
| 수원 삼성 블루윙즈 2번째 우승 |

## 시즌 통계

### 개인 기록

#### 득점
| 순위 | 선수 | 클럽               | 득점 | 경기 |
| ---- | --- | ------------------ | ---- | ---- |
| 1    | [[파일:{{{국기그림-연방}}}\|22x20px\|border \|유고슬라비아 사회주의 연방공화국\|링크=유고슬라비아 사회주의 연방공화국]] 샤샤 | 수원 삼성 블루윙스 | 23   | 37   |
| 2    | 안정환 | 부산 대우 로얄즈   | 21   | 34   |
| 3    | 김종건 | 울산 현대 호랑이   | 15   | 33   |
| 4    | 최용수 | 안양 LG 치타스     | 14   | 27   |
| 5    | 세자르 | 전남 드래곤즈      | 13   | 31   |
| 6    | 곽경근 | 부천 SK            | 13   | 36   |
| 7    | 박건하 | 수원 삼성 블루윙즈 | 12   | 39   |
| 8    | 서정원 | 수원 삼성 블루윙즈 | 11   | 27   |
| 9    | 박성배 | 전북 현대 다이노스 | 11   | 30   |
| 10   | 노상래 | 전남 드래곤즈      | 11   | 30   |

#### 도움
| 순위 | 선수 | 클럽               | 도움 | 경기 |
| ---- | --- | ------------------ | ---- | ---- |
| 1    | 데니스 | 수원 삼성 블루윙즈 | 10   | 20   |
| 2    | 비탈리 | 수원 삼성 블루윙즈 | 10   | 36   |
| 3    | [[파일:{{{국기그림-연방}}}\|22x20px\|border \|유고슬라비아 사회주의 연방공화국\|링크=유고슬라비아 사회주의 연방공화국]] 마니치 | 부산 대우 로얄즈   | 9    | 39   |
| 4    | 김종현 | 전남 드래곤즈      | 8    | 33   |
| 5    | 변재섭 | 전북 현대 모터스   | 8    | 34   |
| 6    | 서혁수 | 포항 스틸러스      | 8    | 34   |
| 7    | 곽경근 | 부천 SK            | 8    | 36   |
| 8    | 고종수 | 수원 삼성 블루윙즈 | 7    | 21   |
| 9    | 정정수 | 울산 현대 호랑이   | 7    | 26   |
| 10   | 서혁수 | 전북 현대 모터스   | 7    | 34   |

## 수상

### 베스트 11
- 골키퍼: 이운재 (수원)
- 수비수: 신홍기 (수원), 김주성 (부산), 마시엘 (전남), 강철 (부천)
- 미드필더: 서정원, 데니스, 고종수 (모두 수원), 고정운 (포항)
- 공격수: 안정환 (부산), 샤샤 (수원)

### 부문별 수상자
| 부문   | 선수   | 클럽               |
| ------ | ------ | ------------------ |
| MVP    | 안정환 | 부산 대우 로얄즈   |
| 신인상 | 이성재 | 부천 SK            |
| 득점상 | 샤샤   | 수원 삼성 블루윙즈 |
| 도움상 | 변재섭 | 전북 현대 모터스   |
| 감독상 | 김호   | 수원 삼성 블루윙즈 |

## 같이 보기
- 1999년 K리그 챔피언십
- 1999년 리그컵
- 1999년 대한민국 FA컵